# The Blue Hour (Rhys Marsh)
The Blue Hour (Engels voor Schemering) is het derde studioalbum van Rhys Marsh & The Autumn Ghost. Het is opgenomen in de Autumnsong geluidsstudio in Trondheim, sinds enige jaren de thuisbasis van Marsh. Andere opnamen vonden plaats in de Solslottet Studio te Bergen, LEF Studio (Oslo) en Wallpaper (Oslo). Het album bevat sombere, stemmige muziek.
All I want verscheen ook als downloadsingle in een versie van 13 minuten.

## Musici
- Rhys Marsh – alle zang en muziekinstrumenten met hulp van
- Iver Sondøy
- Lars Fredrik Frøislie
- Martin Hornveth

## Muziek
| Nr. | Titel                              | Duur |
| --- | ---------------------------------- | ---- |
| 1.  | All I want                         | 6:59 |
| 2.  | Read the cards                     | 3:25 |
| 3.  | The movements of our last farewell | 2:24 |
| 4.  | Broken light                       | 7:20 |
| 5.  | Wooden heart                       | 3:30 |
| 6.  | Further from the truth             | 4:30 |
| 7.  | The place where you lay            | 5;26 |
| 8.  | One more moment                    | 9:40 |